# Marynka
Marynka is een Poolse hopvariëteit, gebruikt voor het brouwen van bier.
Deze hopvariëteit is een “bitterhop”, bij het bierbrouwen voornamelijk gebruikt voor zijn bittereigenschappen.

## Kenmerken
- Alfazuur: 8 – 12%
- Bètazuur: 10,2 – 13%
- Eigenschappen: hoog alfazuurgehalte met hoge aromatische eigenschappen